# Подкамериер (Жечпосполита)
Подкамериерът (на полски: podkomorzy, на лимбургски: pakamaris, на латински: subcamerarius) е държавна длъжност в Полско-литовската държава. 
Нейни еквиваленти са камерхера (в немско-говорящите монархии), чембърлейна в Обдеиненото кралство, камерленга (във Ватикана) и шамбелан при двора в Третото българско царство.
В старата полска лексика „комора“ се наричал княжеският двор, жилището на владетеля с неговата хазна (съкровищница), а по-късно и спалнята. Придворен камериер се наричал дворцовият чиновник, който отговарял за тази „комора“ – кабинета, покоите.
Негов заместник и помощник бил подкамериерът. С течение на времето подкамериерът се превърнал в по-висша длъжност спрямо камериера и бил наричан архикамериер, велик камериер или коронен подкамериер.
Подкамериер не означава „вице-камериер“ или „заместник-камериер“, ами че е подчинен пряко на краля (Короната) – т.е. под него; длъжност на национално равнище, а не в местната или областна администрация.
Привилегия, издадена от Болеслав Срамежливи, споменава за краковски подкамериери. За длъжността започват да се срещат все по-често сведения от 1203 г. нататък.
Първоначално камериерите за отговорни за кралските покои, а след това все по-често за финанси и имоти.

## Служебни задължения
Придворният подкамериер следял за реда в двореца, бдял над сигурността на личността на краля, винаги присъствал в свитата му и ръководел служителите в покоите. Чуждестранните пратеници получавали аудиенция при краля благодарение на камериериете; те в определеното време уведомявали монарха за пристигането на пратениците и ги отвеждали от преддверието чак до вратите на кралската спалня, от където ги поемал придворния маршал. Същият церемониал се спазвал и когато преди заседание на Сейма (парламента) примасът поздравявал краля за първи път. При частни аудиенции, от името на маршала, именно подкамериерът въвеждал гостите при краля.
Коронният подкамериер приемал прошенията, отправени към трона на Полша, и ги предавал на краля, а Литовският подкамериер – аналогично във Великото литовско княжество.
В епохата на Пястите, когато цялата земя, гори и води били първоначално собственост на владетеля, който при даряване на земи на рицарството определял границите и решавал спорове за тях, подкамериерът често действал като негов заместник. Когато обаче се увеличил броят на наследственото рицарство, всяка земя (област) в кралството имала нужда от свой собствен подкамериер, който от името на владетеля да съди делата за границите на имотите.
През 1374 г. било постановено, че длъжността подкамериер се дава като пожизнена длъжност, но не на чужденци, а на „синове на Короната“, постоянно живеещи в съответната земя (област). През 1496 г. било решено подкамериерите заедно със своите помощници (камериери) да получава за всяко служебно действие по 3 гривни (гривна е име на валутата). В случай на овакантяване на длъжността, благородничеството избирало на заседание на областния парламент (сеймик) четирима кандидати за подкамериери, от които кралят обикновено утвърждавал първия. Само пруските подкамериери били назначавани пряко от краля, като те били едновременно и сенатори на своята провинция, но реални задължения не изпълнявали, тъй като граничните дела там се разглеждали от земските съдилища.
В Полша земският подкамериер бил пръв сред длъжностните лица в областта, а в Литва – трети по старшинство.
Първоначално подкамериерите не полагали клетва за своята длъжност, а единствено техните подчинени камериери, които трябвало да бъдат местни жители. През 1588 г. обаче била въведена и клетва за подкамериерите със следния текст:
„Аз, ИМЕ, се заклевам в Господа Бога, че справедливо според Господа Бога, писания закон, справедливостта ще съдя споровете на страните, тези същите спорове прилежно ще слушам и ще ги приемам; също така ще уважавам граничните знаци и тем подобни и вярно ще ги описвам, към това своите книги и книгите на предците си вярно ще пазя и в тях ще вписвам. На този съд няма да имам оглед към никакво лице, нито приятел, нито неприятел; богат и беден; гост и свой; на никого в този мой съд никаква приятелска или неприятелска нагласа няма да показвам и дар от никого по отношение на този съд няма да вземам. Така ми помогни, Господи Боже, и това Свето Евангелие“.
Закон от 1523 г. постановявал, че подкамериерът след приключване на дело за границите на имот трябва да предаде своя декрет на актоводителя на земските актови книги, за да бъде вписан.

## Символи на властта
Коронният придворен подкамериер имал за знак на длъжността си позлатен ключ, който кралят му връчвал след положена клетва. При Станислав Август Понятовски подобни ключове получавали всички подкамериери; не е известно дали областните подкамериери също са имали такъв знак. За тях обаче е засвидетелстван друг почетен знак – подкамериерска лопата – инструмент за изграждане на гранични могили между отделни парцели.
Още при Кажимеж III Велики подкамериерът имал помощник – свой камериер, който трябвало да бъде геодезист.

## Земска служба
Подкамериерът се появява като земски (т.е. областен) служител през XIV век. Той председателствал камериерския съд, разглеждащ дела за границите на иммоти, бил законен попечител на бедни вдовици и сираци от благородническия произход и (само във Великополша и само до XV – XVI век) участвал в земския съд.

## Придворна служба
Придворният подкамериер е бил дворцов служител, отговорен за двора на монарха. Той имал върховенство над дворцовата служба и над придворните, назначени за обслужване на краля. В придворната йерархия се нареждал непосредствено след маршалa на двора. Задължение на лицето, заемащо тази длъжност, било постоянното придружаване на владетеля. Съдействал на краля по време на заседания на парламента, съдебни процеси по време на пътувания  на краля из страната, и по време на военни експедиции.

## Австро-Унгария
Титлата императорско-кралски подкамериер (шамбелан) е била присъждана и в Австро-Унгарската империя на поляци след разделението на Полша.